# Кубок Англії з футболу 1910—1911
Кубок Англії з футболу 1910—1911 — 40-й розіграш найстарішого футбольного турніру у світі, Кубка виклику Футбольної Асоціації, також відомого як Кубок Англії. Вперше титул здобув Бредфорд Сіті.

## Перший раунд
| Дата                  | Господарі               | Рахунок               | Гості                    |
| --------------------- | ----------------------- | --------------------- | ------------------------ |
| 14 січня              | Бірмінгем Сіті          | 1:1                   | Олдем Атлетік            |
| 17 січня Перегравання | Олдем Атлетік           | 2:0                   | Бірмінгем Сіті           |
| 14 січня              | Бристоль Сіті           | 0:3                   | Кру Александра           |
| 14 січня              | Бернлі                  | 2:0                   | Ексетер Сіті             |
| 14 січня              | Ліверпуль               | 3:2                   | Гейнсборо Триніті        |
| 14 січня              | Сток                    | 1:2                   | Манчестер Сіті           |
| 14 січня              | Вотфорд                 | 0:2                   | Барнслі                  |
| 14 січня              | Блекберн Роверз         | 5:1                   | Саутенд Юнайтед          |
| 14 січня              | Венсдей                 | 1:2                   | Ковентрі Сіті            |
| 14 січня              | Болтон Вондерерз        | 0:2                   | Честерфілд               |
| 14 січня              | Грімсбі Таун            | 3:0 (матч відмінений) | Кройдон Коммон           |
| 18 січня Перегравання | Грімсбі Таун            | 8:1                   | Кройдон Коммон           |
| 14 січня              | Вулвергемптон Вондерерз | 2:0                   | Аккрінгтон Стенлі        |
| 14 січня              | Мідлсбро                | 1:0                   | Глоссоп                  |
| 14 січня              | Вест-Бромвіч Альбіон    | 4:1                   | Фулгем                   |
| 14 січня              | Дербі Каунті            | 2:1                   | Плімут Аргайл            |
| 14 січня              | Свіндон Таун            | 3:1                   | Ноттс Каунті             |
| 14 січня              | Шеффілд Юнайтед         | 0:1                   | Дарлінгтон               |
| 14 січня              | Лестер Фосс             | 3:1                   | Саутгемптон              |
| 14 січня              | Ньюкасл Юнайтед         | 6:1                   | Бері                     |
| 14 січня              | Нью Бромптон            | 0:1                   | Бредфорд Сіті            |
| 14 січня              | Тоттенгем Готспур       | 2:1                   | Міллволл                 |
| 14 січня              | Брентфорд               | 0:1                   | Престон Норт-Енд         |
| 14 січня              | Бристоль Роверз         | 0:0                   | Галл Сіті                |
| 17 січня Перегравання | Галл Сіті               | 1:0                   | Бристоль Роверз          |
| 14 січня              | Нортгемптон Таун        | 5:1                   | Лутон Таун               |
| 14 січня              | Портсмут                | 1:4                   | Астон Вілла              |
| 14 січня              | Вест Гем Юнайтед        | 2:1                   | Ноттінгем Форест         |
| 14 січня              | Манчестер Юнайтед       | 2:1                   | Блекпул                  |
| 14 січня              | Норвіч Сіті             | 3:1                   | Сандерленд               |
| 14 січня              | Лідс Сіті               | 1:3                   | Брайтон енд Гоув Альбіон |
| 14 січня              | Крістал Пелес           | 0:4                   | Евертон                  |
| 14 січня              | Челсі                   | 0:0                   | Лейтон                   |
| 18 січня Перегравання | Лейтон                  | 0:2                   | Челсі                    |
| 14 січня              | Бредфорд Парк-Авеню     | 5:3                   | Квінз Парк Рейнджерс     |
| 16 січня              | Клептон Орієнт          | 1:2                   | Вулвіч Арсенал           |

## Другий раунд
До другого раунду увійшли переможці першого раунду.
| Дата                  | Господарі                | Рахунок | Гості                    |
| --------------------- | ------------------------ | ------- | ------------------------ |
| 4 лютого              | Дарлінгтон               | 2:1     | Бредфорд Парк-Авеню      |
| 4 лютого              | Бернлі                   | 2:1     | Барнслі                  |
| 4 лютого              | Блекберн Роверз          | 0:0     | Тоттенгем Готспур        |
| 8 лютого Перегравання | Тоттенгем Готспур        | 0:2     | Блекберн Роверз          |
| 4 лютого              | Вулвергемптон Вондерерз  | 1:0     | Манчестер Сіті           |
| 4 лютого              | Кру Александра           | 1:5     | Грімсбі Таун             |
| 4 лютого              | Мідлсбро                 | 0:0     | Лестер Фосс              |
| 8 лютого Перегравання | Лестер Фосс              | 1:2     | Мідлсбро                 |
| 4 лютого              | Дербі Каунті             | 2:0     | Вест-Бромвіч Альбіон     |
| 4 лютого              | Евертон                  | 2:1     | Ліверпуль                |
| 4 лютого              | Ньюкасл Юнайтед          | 1:1     | Нортгемптон Таун         |
| 8 лютого Перегравання | Ньюкасл Юнайтед          | 1:0     | Нортгемптон Таун         |
| 4 лютого              | Брайтон енд Гоув Альбіон | 0:0     | Ковентрі Сіті            |
| 8 лютого Перегравання | Ковентрі Сіті            | 2:0     | Брайтон енд Гоув Альбіон |
| 4 лютого              | Галл Сіті                | 1:0     | Олдем Атлетік            |
| 4 лютого              | Свіндон Таун             | 1:0     | Вулвіч Арсенал           |
| 4 лютого              | Вест Гем Юнайтед         | 2:1     | Престон Норт-Енд         |
| 4 лютого              | Манчестер Юнайтед        | 2:1     | Астон Вілла              |
| 4 лютого              | Бредфорд Сіті            | 2:1     | Норвіч Сіті              |
| 4 лютого              | Челсі                    | 4:1     | Честерфілд               |

## Третій раунд
До третього раунду увійшли переможці другого раунду. 
| Дата      | Господарі               | Рахунок | Гості             |
| --------- | ----------------------- | ------- | ----------------- |
| 25 лютого | Дарлінгтон              | 0:3     | Свіндон Таун      |
| 25 лютого | Бернлі                  | 5:0     | Ковентрі Сіті     |
| 25 лютого | Мідлсбро                | 0:3     | Блекберн Роверз   |
| 25 лютого | Вулвергемптон Вондерерз | 0:2     | Челсі             |
| 25 лютого | Дербі Каунті            | 5:0     | Евертон           |
| 25 лютого | Ньюкасл Юнайтед         | 3:2     | Галл Сіті         |
| 25 лютого | Вест Гем Юнайтед        | 2:1     | Манчестер Юнайтед |
| 25 лютого | Бредфорд Сіті           | 1:0     | Грімсбі Таун      |

## Четвертий раунд
У цьому раунді зіграли переможці попереднього етапу.
| Дата       | Господарі        | Рахунок | Гості           |
| ---------- | ---------------- | ------- | --------------- |
| 11 березня | Челсі            | 3:1     | Свіндон Таун    |
| 11 березня | Вест Гем Юнайтед | 2:3     | Блекберн Роверз |
| 11 березня | Ньюкасл Юнайтед  | 4:0     | Дербі Каунті    |
| 11 березня | Бредфорд Сіті    | 1:0     | Бернлі          |

## Півфінали
У півфіналах зіграли команди, що перемогли на попередньому етапі.
| Дата       | Господарі       | Рахунок | Гості           |
| ---------- | --------------- | ------- | --------------- |
| 25 березня | Ньюкасл Юнайтед | 3:0     | Челсі           |
| 25 березня | Бредфорд Сіті   | 3:0     | Блекберн Роверз |

## Фінал
| 22 квітня 1911 |

| Бредфорд Сіті | 0:0      | Ньюкасл Юнайтед |
| ------------- | -------- | --------------- |
|               | Протокол |                 |

| Крістал Пелес, Лондон Глядачів: 69 068 Арбітр: Джон Пірсон |

Перегравання
| 26 квітня 1911 |

| Бредфорд Сіті | 1:0      | Ньюкасл Юнайтед |
| ------------- | -------- | --------------- |
| Спейрс 15'    | Протокол |                 |

| Олд-Траффорд, Манчестер Глядачів: 66 646 Арбітр: Джон Пірсон |